# Becker Büttner Held
Becker Büttner Held ist eine international tätige Rechtsanwaltskanzlei mit Standorten in Berlin, München, Köln, Hamburg, Stuttgart, Erfurt und Brüssel. Insgesamt sind für die Kanzlei etwa 330 Rechtsanwälte, Wirtschaftsprüfer, Steuerberater und Ingenieure tätig. Die Schwerpunkte der Kanzlei liegen im Energie- und Infrastrukturrecht, öffentlichen Recht, Gesellschafts- und Steuerrecht, Wettbewerbs- und Kartellrecht, im Umweltrecht sowie im Urheberrecht und Gewerblichen Rechtsschutz.

## Tätigkeit
Becker Büttner Held ist vor allem durch seine Beratung in der Energiebranche bekannt. BBH war eine von mehreren Kanzleien, die Unternehmen dabei beriet, die EEG-Umlage zu umgehen.
Das Unternehmen ist als Partnerschaftsgesellschaft mit beschränkter Berufshaftung (PartGmbB) mit 46 Partnern organisiert. Durch eine Verbindung zur BBH AG Wirtschaftsprüfungsgesellschaft bietet Becker Büttner Held auch Wirtschaftsprüfung an. Energiewirtschaftliche Beratung wird dagegen von dem Tochterunternehmen BBH Consulting AG geleistet. Die BBH Immobilien GmbH & Co. KG mit Sitz in München bietet Beratungsleistungen im Immobiliensektor an.

## Geschichte
Gegründet wurde die Kanzlei von Peter Becker und Wolf Büttner als „Becker Büttner & Partner“ 1991 in Berlin im Zuge des „Stromstreits“, dessen Mandat Becker im Auftrag von 146 Kommunen übernommen hatte: Durch einen Vergleich vor dem Bundesverfassungsgericht am 22. Dezember 1992 erhielten die ostdeutschen Kommunen einen Anspruch auf das Strom- und Gasvermögen in ihrem jeweiligen Gemeindegebiet und das Recht, eigene Stadtwerke zu gründen. 1992 trat Christian Held in die Partnerschaft ein und wurde 1997 dritter Namenspartner. Seitdem firmiert die Kanzlei unter Becker Büttner Held. Im Jahre 2002 fusionierte BBH mit den Kanzleien Dreyer & Böck sowie von Weidenbach und Kollegen, wodurch der Standort in München dazukam. 2006 schied Peter Becker als haftender Partner von BBH aus. 2006 wurde ein weiteres Büro in Köln eröffnet, 2007 ein Büro in Stuttgart und 2011 ein Standort in Brüssel. 2013 fusionierte BBH mit der Hamburger Energierechtskanzlei Kuhbier Rechtsanwälte. Seitdem ist BBH auch mit einem Büro in Hamburg vertreten. 2017 wurde ein Büro in Erfurt eröffnet.